# Jumbo (film 2025)
Jumbo – indonezyjski animowany film przygodowy fantasy z 2025 roku w reżyserii Ryana Adriandhy’ego. Pierwszy film animowany wytwórni Visinema Studios.
Prace nad filmem rozpoczęły się w 2019 roku. Premiera w Indonezji odbyła się 31 marca 2025. W ciągu dwóch miesięcy od premiery zebrał 10 mln widzów, stając się najlepiej sprzedającym się indonezyjskim filmem wszech czasów.
Po pozytywnym przyjęciu na rynku krajowym zaplanowano jego międzynarodową dystrybucję, obejmującą m.in. Malezję, Singapur i Brunei oraz wybrane kraje Europy, kraje kaukaskie i kraje Azji Centralnej.

## Fabuła
Główny bohater, Don, to chłopiec, który z powodu swojego wyglądu bywa przezywany „Jumbo”. Dziesięciolatek jest sierotą; po rodzicach pozostała mu książka z opowieściami, będąca nie tylko pamiątką, lecz także schronieniem przed trudami codzienności. Zdeterminowany, by udowodnić swoją wartość, Don stara się odnaleźć w sobie talent, który wzbudzi podziw innych. Chłopiec postanawia wystąpić w pokazie talentów, prezentując spektakl inspirowany rodzinnymi opowieściami. Jego pomysł zostaje jednak wyśmiany przez część rówieśników, a prześladowca Atta kradnie mu książkę.
Pomimo przeciwności Don może liczyć na wsparcie bliskich – przyjaciół Mae i Nurmana oraz swojej babci. W trakcie prób odzyskania książki bohater poznaje Meri, dziewczynkę z innego świata, która potrzebuje pomocy w odnalezieniu swoich rodziców. Niespodziewanie książka z bajkami, pamiątka po rodzicach Dona, staje się impulsem do rozpoczęcia fantastycznej wyprawy. Wspólna przygoda łączy bohaterów, którzy próbują odnaleźć rodziców Meri i ochronić rodzinną pamiątkę Dona, odkrywając przy tym znaczenie przyjaźni, odwagi i wiary w siebie.

## Obsada
Źródło:
| Postać      | Wersja oryginalna    |
| ----------- | -------------------- |
| Don         | Prince Poetiray      |
| Mae         | Graciella Abigail    |
| Nurman      | Yusuf Ozkan          |
| Atta        | Muhammad Adhiyat     |
| Meri        | Quinn Salman         |
| matka Dona  | Bunga Citra Lestari  |
| ojciec Dona | Ariel (Nazril Irham) |
| babcia Dona | Ratna Riantiarno     |
| matka Meri  | Cinta Laura Kiehl    |
| ojciec Meri | Ariyo Wahab          |